# Gangtok
Gangtok (Nepalees/Hindi: गंगटोक) is de hoofdstad van de Indiase staat Sikkim.
De stad ligt in het district Oost-Sikkim en telt 98.658 inwoners (2011).
Het is een belangrijk knooppunt voor het Tibetaans boeddhisme en wordt daarom omringd door een groot aantal kloosters. De stad ligt in de uitlopers van de Himalaya. De stad ligt tegen een heuvel aan gebouwd. Door haar ligging is het er vaak mistig.

## Geschiedenis
De geschiedenis van Gangtok begint in het jaar 1716 wanneer een Heremietenklooster gesticht wordt.
Van de periode daarvoor is weinig bekend. In 1840 werd in Gangtok het boeddhistische Encheyklooster gesticht. Vanaf dat moment werd de stad een pelgrimsoord.
In 1861 kwam Sikkim onder Brits bestuur. Wel bleef de monarchie in stand. In 1894 besloot de toenmalige koning, Thutob Namgyal, dat Gangtok voortaan de hoofdstad van Sikkim zou worden. Vanaf dat moment groeide de stad in snel tempo. Regeringsgebouwen werden uit de grond gestampt en de infrastructuur werd door de Engelsen onder handen genomen. Gangtok werd een belangrijke handelsplaats. Ook kreeg de stad een telegraaflijn.
Toen India in 1947 onafhankelijk werd, werd Sikkim een apart land met een eigen koningshuis. Gangtok werd de hoofdstad. In 1975 werd Sikkim bij India gevoegd als deelstaat.

## Bevolking
De grootste bevolkingsgroep zijn de Nepalezen. Daarnaast woont er een groot aantal Tibetanen, Marwaries, Bihari's en Bengalen.
De bevolking is grotendeels hindoeïstisch en boeddhistisch. Ook kent de stad een klein aantal christenen en moslims.

## Economie
Sikkim en haar hoofdstad liggen enigszins geïsoleerd van de rest van het land. Hierdoor is de handel beperkt. Wel kent Gangtok een bloeiende toeristenindustrie.
De verwachting is dat wanneer de handel met China toe zal nemen, de economie van Gangtok hiervan zal profiteren.

## Bezienswaardigheden
- Lal-Bazaar. Dit is de grote markt van Gangtok.
- Het Tibetaans museum Namgyal Institute of Tibetology
- Enchey-klooster. Dit is het oudste, nog bestaande klooster van Gangtok en behoort tot de Nyingma-orde.
- Het Rumtek-klooster. Dit klooster werd in 1960 gebouwd, naar model van een klooster in Lhasa.
- Do-drul Chorten. Dit is een stoepa die in 1945 werd gebouwd. Deze wordt omringd door 108 gebedsmolens.
- Gangtok heeft ook een dierentuin.

## Bereikbaarheid

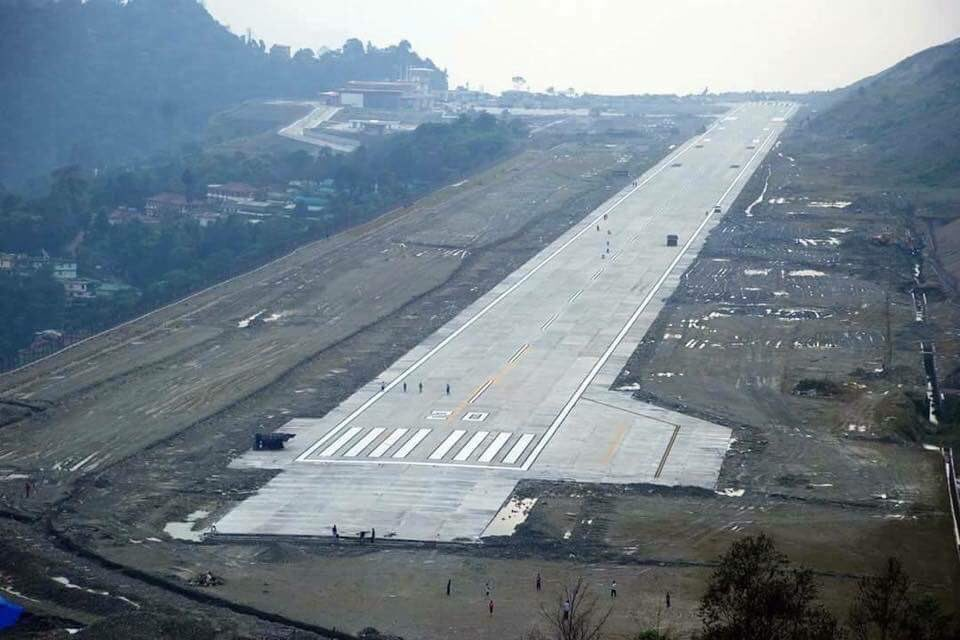
Pakyong Airport

Buiten Gangtok ligt Pakyong airport. Ook is er een wegverbinding met de stad Siliguri, West Bengalen, dat een grotere luchthaven heeft.

## Galerij

Namgyal Institute of Tibetology
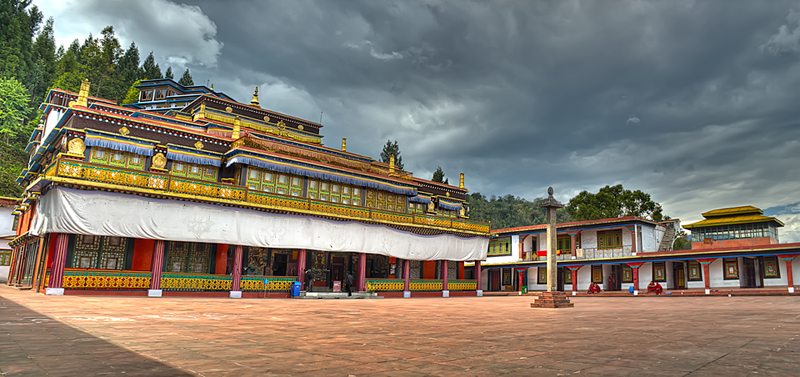
Rumtek-klooster
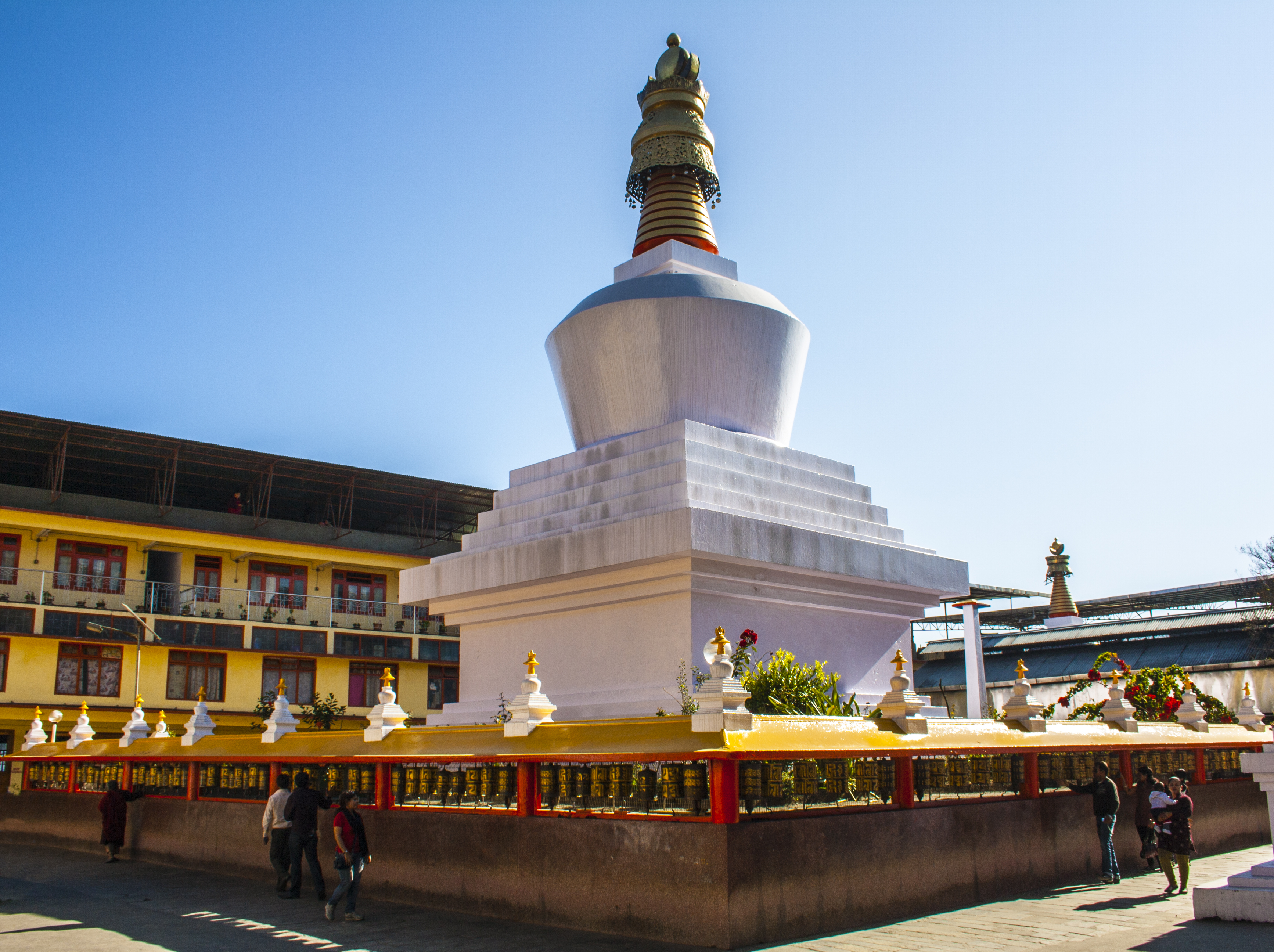
Do-drul Chorten
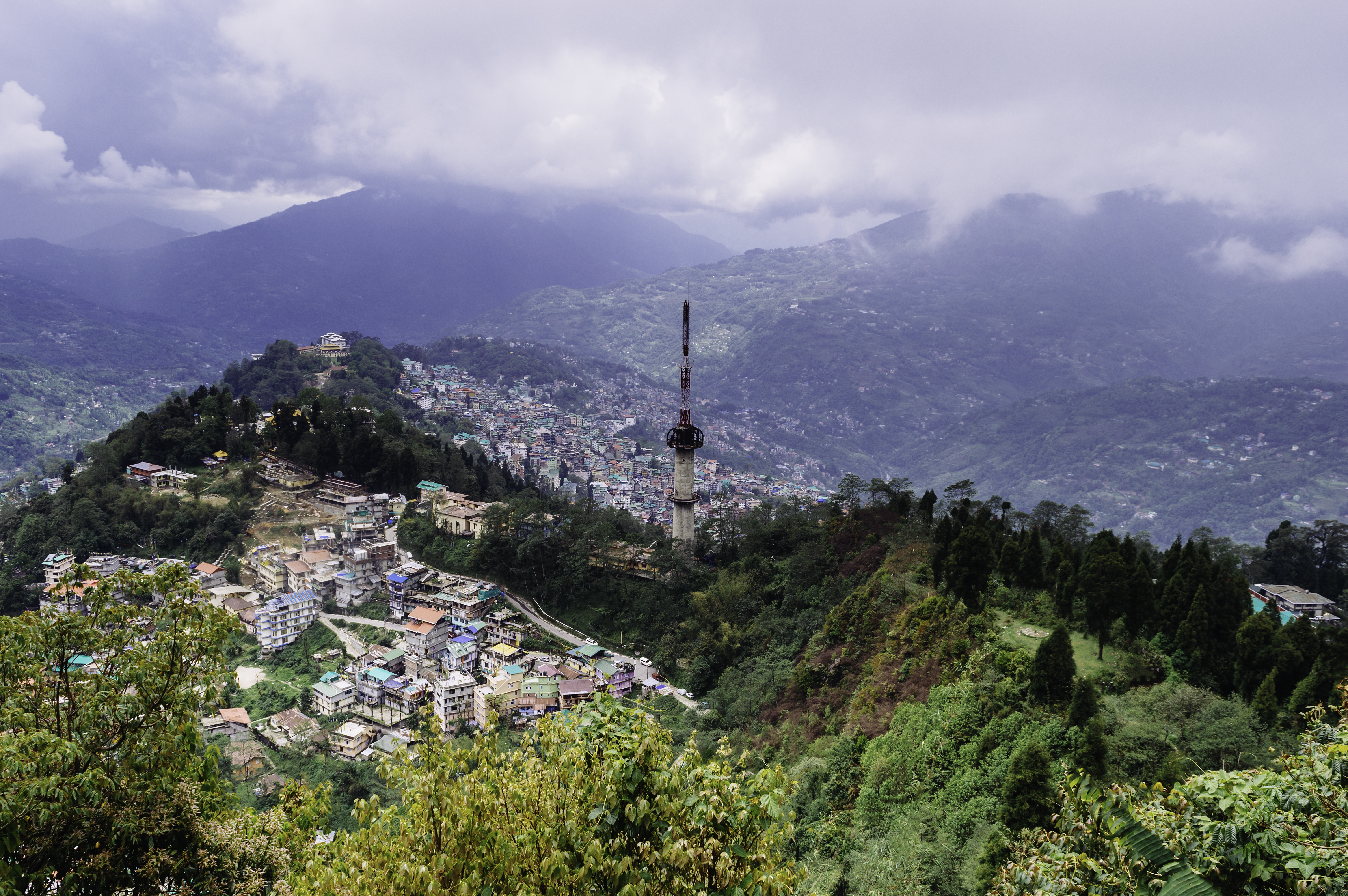
Gangtok